# Waalse Water

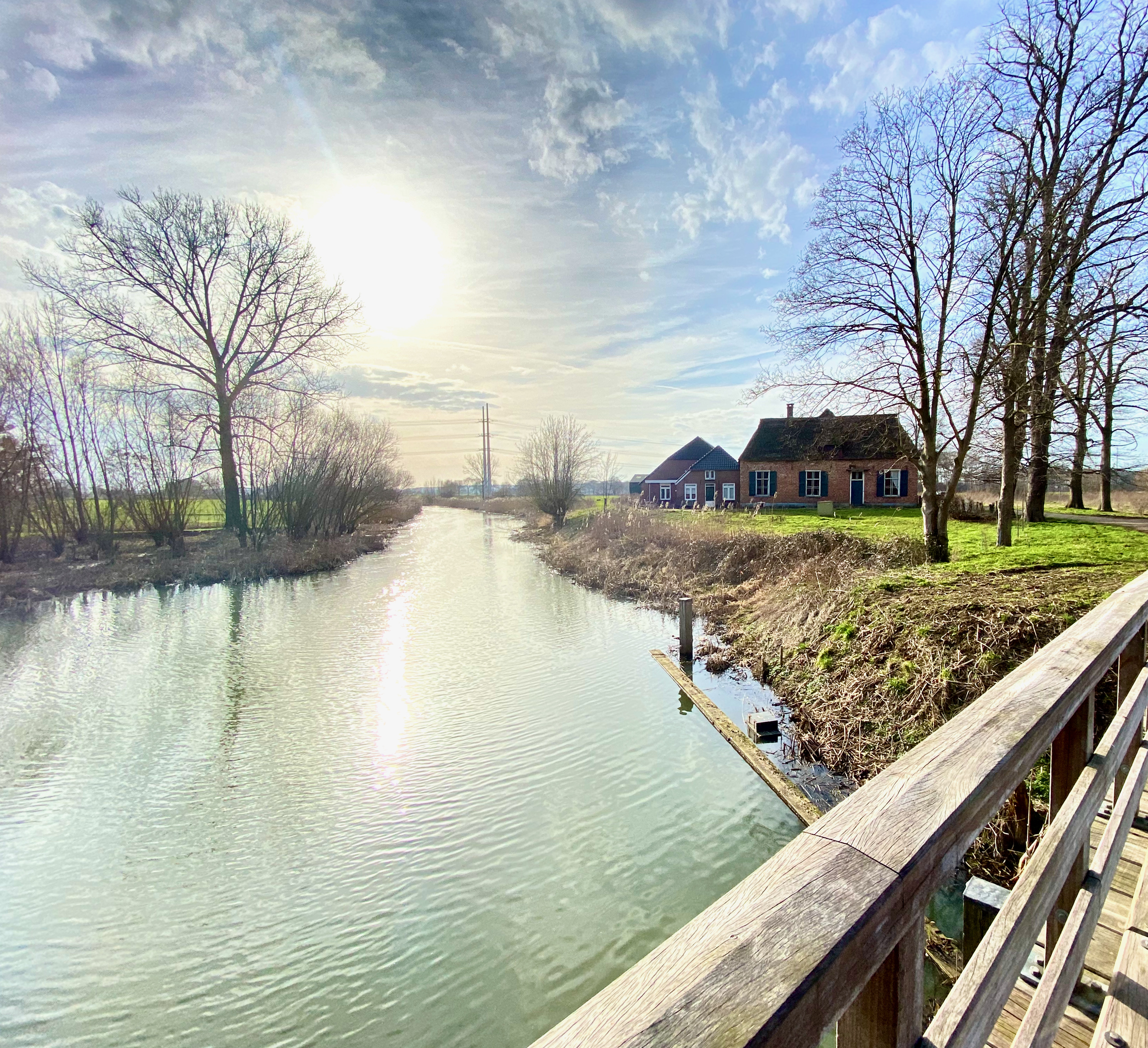
Waalse Water, omgeving Kemnade

Het Waalse Water is een zijtak van de Oude IJssel. Inwoners van de aangrenzende buurtschappen Wijnbergen en Warm, respectievelijk in de gemeenten Montferland en Oude IJsselstreek, spreken van Walse Water. In het 'Bestemmingsplan buitengebied gemeente Bergh van 1974 staat het Waalse Water nog als natuurgebied vermeld.
De eigendomsgrenzen van het Waalse Water worden vanouds gevormd door de normale hoogwaterlijn, dus de oevers. Het waterpeil in het gehele Waalse Water staat gezien de vorm van de oevers zeker 0,5 tot 1 meter onder het oorspronkelijk normale hoogste niveau. Het moerasgedeelte van het Waalse Water bevat nu stilstaand voedselrijk open water. Aan de westzijde is ten behoeve van een sterkere afwatering van onder andere het Netterdense-, Azewijnse- en Vethuizense Broek een vijf meter brede voortzetting van de bovenstroomse Rode Wetering gegraven. Van de oude waterloop is in het moerasje slechts een slootje overgebleven. Het moerasje kan via twee duikertjes in de wetering ontwateren.
Vanaf de Middeleeuwen tot ver in de 20e eeuw vloeide bij hoge waterstanden Rijnwater over de destijds lage dijken bij de overlaat tussen het Duitse Emmerik en Spijk. Dit type overstromingen werd in de streek aangeduid met de term underwater. Het vee werd dan in de laag gelegen stallen 'opgeklost', dat wil zeggen op houten klossen gezet. Ook kwamen af en toe tussen het Duitse Rees en Spijk dijkdoorbraken voor, waarbij grote delen van de Liemers onder water kwamen te staan. Dit heette Rijnwater of kribwater. Het water stroomde ten noorden van het Montferland door het Netterdense- en Azewijnse Broek, het Waalse Water en het huidige Oude IJsseldal. Het kwam bij Doesburg weer in de Gelderse IJssel terecht.
Het Waalse Water is een redelijk goed bewaarde watervoerende oude geul van de Oude IJssel of de vroegere vlechtende Rijn. De naam Waalse Water is niet afgeleid van de nabijgelegen boerderij De Wals in Wijnbergen. Een aannemelijke verklaring geeft de heer Johan te Boekhorst in het tijdschrift van de Oudheidkundige Vereniging gemeente Gendringen.
Op oude kaarten is te zien dat er een rivier liep, meanderend, van de Kemenade tot aan de Wals bij Gendringen. Dit wordt bevestigd door het grondwaterprofiel (Bodemkaarten Nederland)
De laatst bekende vangst van een moeras-schildpad in het Waalse Water dateert van 1930. Saap Roelofsen, een markant persoon uit Doetinchem wist er één te bemachtigen.
Op het Engstel, een deel van het Waalse Water werden Albert en Geertje Schepens uit Braamt in 1647 aan de waterproef onderworpen omdat beweerd wordt dat ze heksen waren. Ze verdronken allebei.
Het water, dat de grens vormt tussen de gemeentes Montferland en Oude IJsselestreek, kan worden overgestoken via bruggen aan de Hommekensweg en de Oude IJsselweg - Waalseweg. In de omgeving ligt het kasteeltje de Kemnade.

## Afbeeldingen

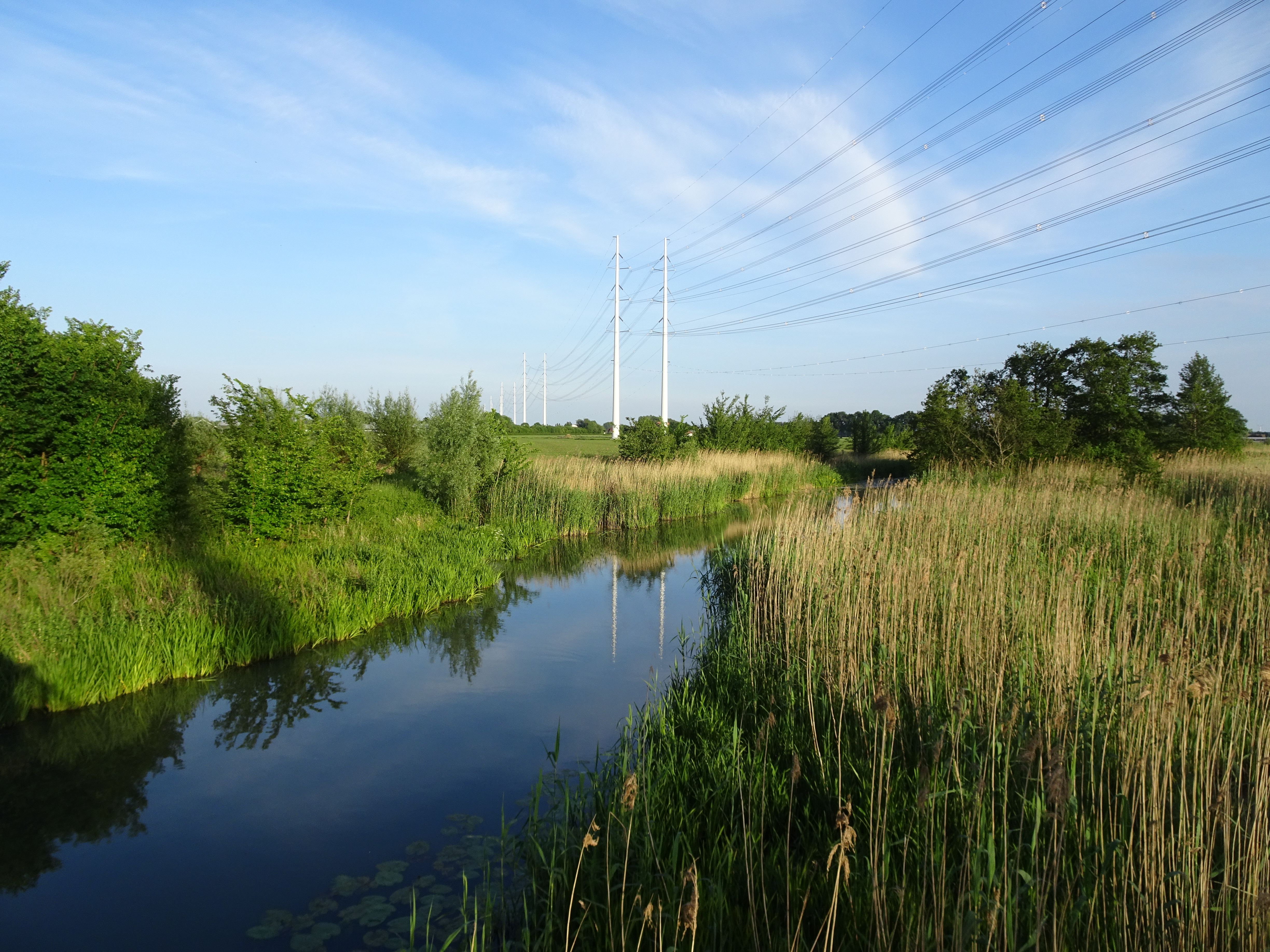
aan de Oude IJsselweg
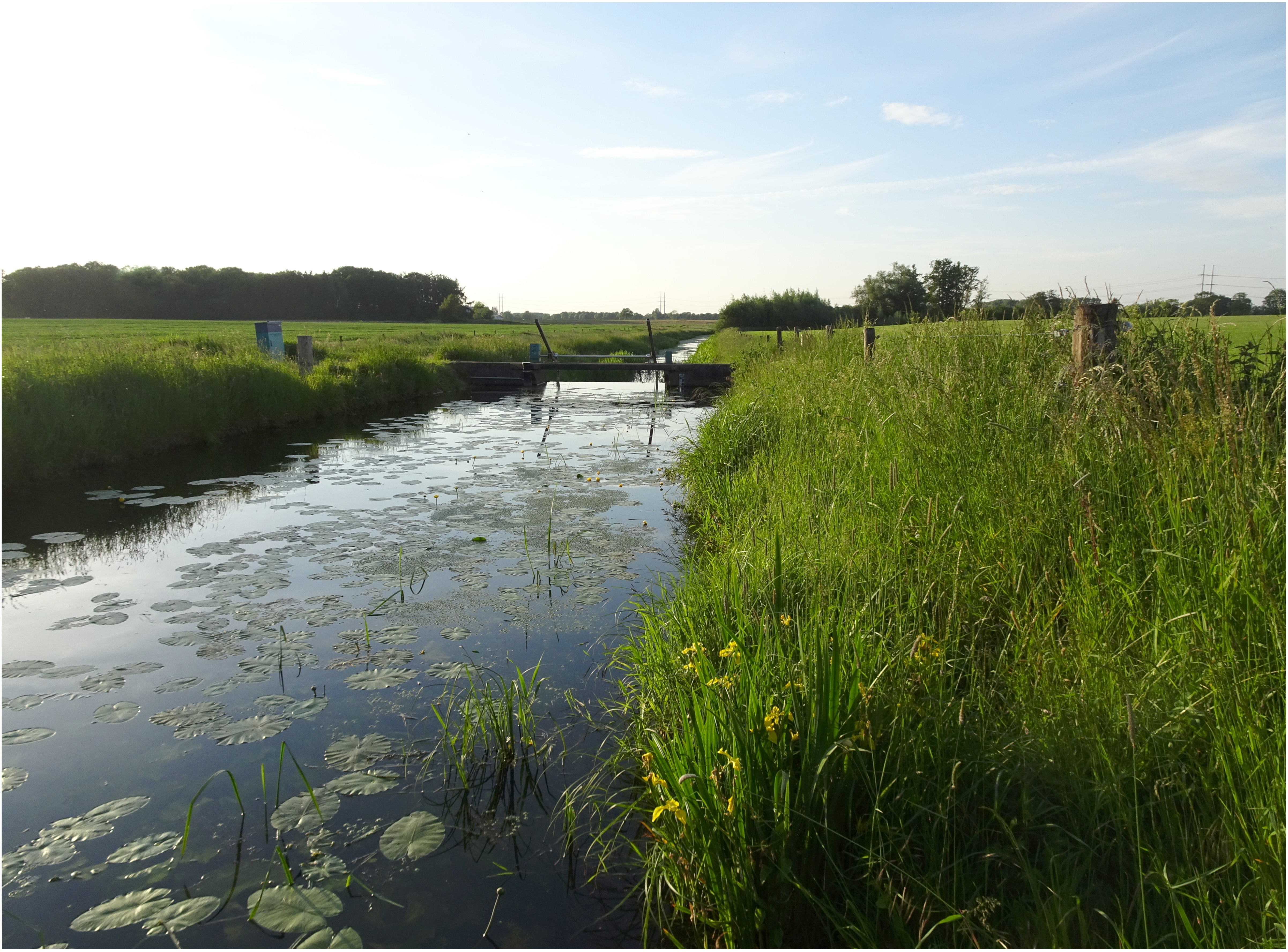
bij brug Hommekensweg
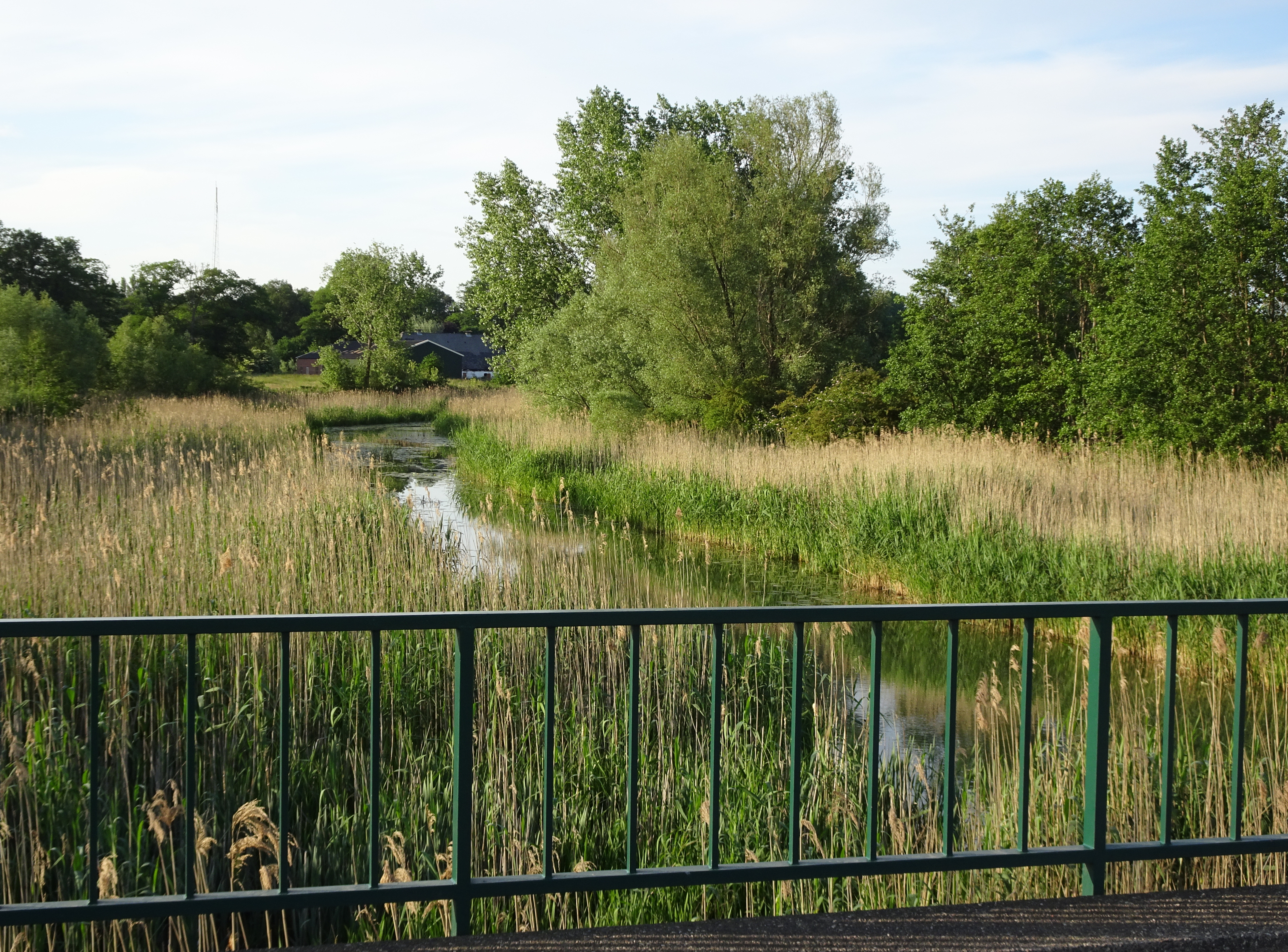
aan de Oude IJsselweg
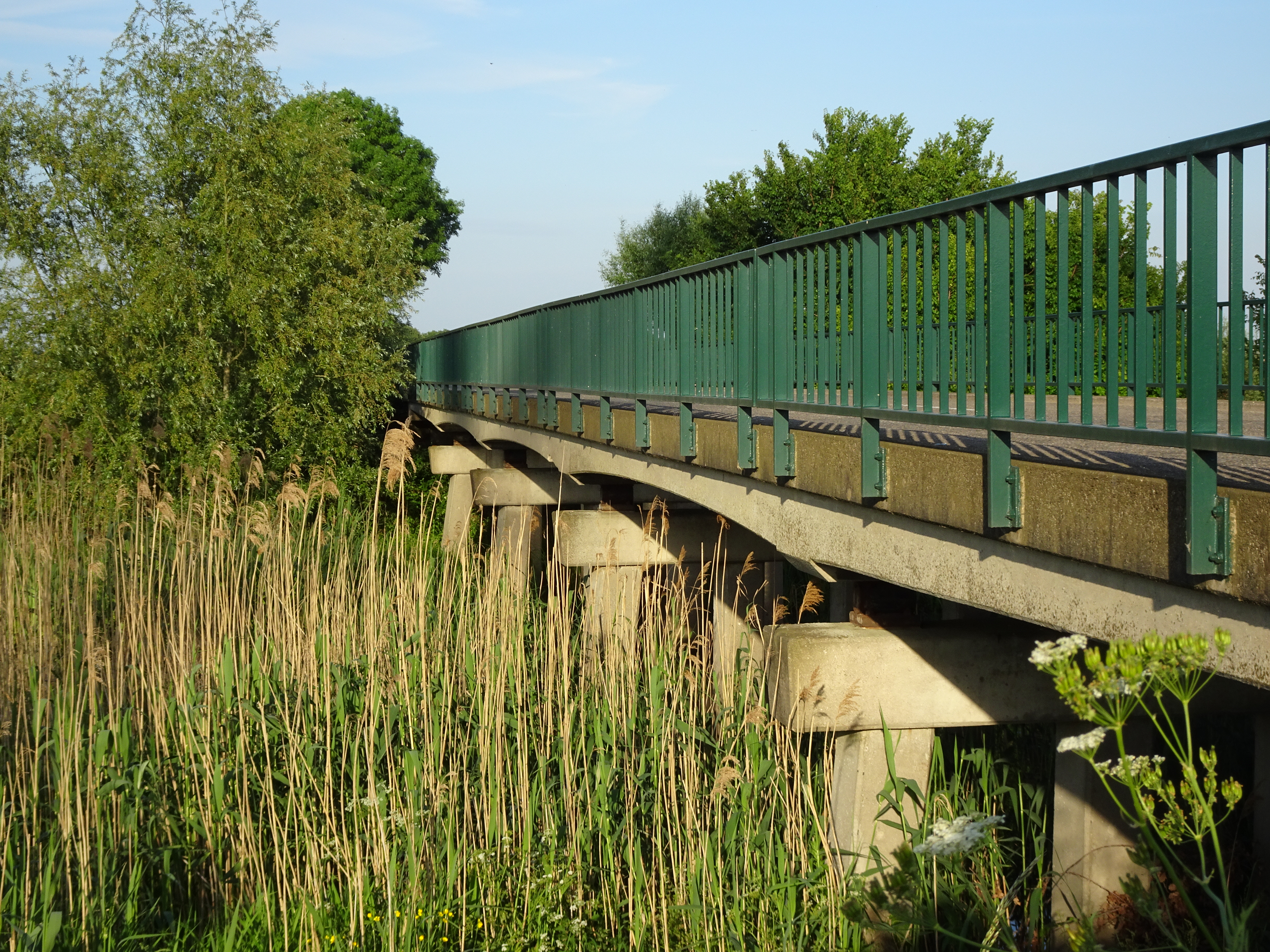
aan de Oude IJsselweg
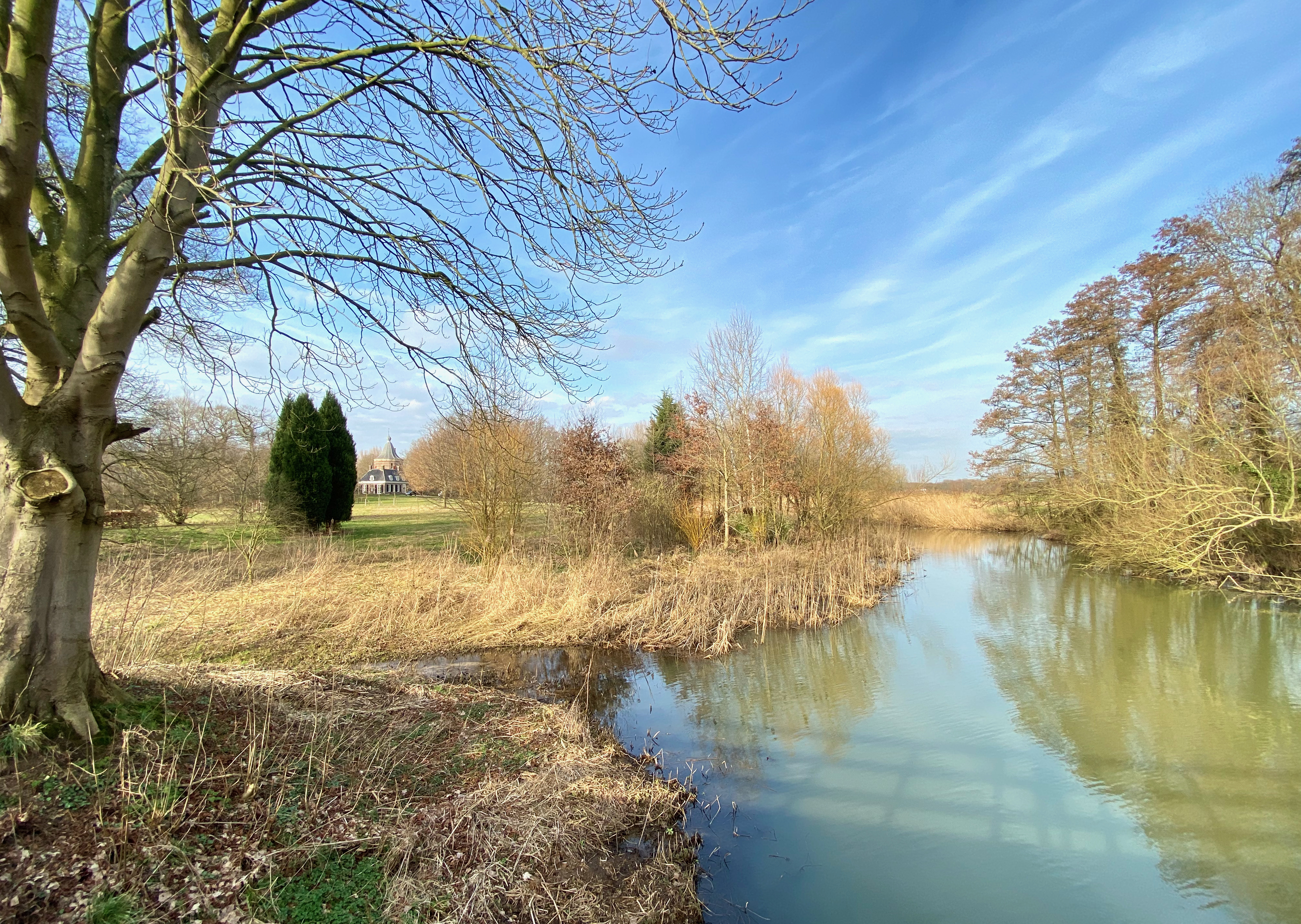
bij kasteel Kemnade
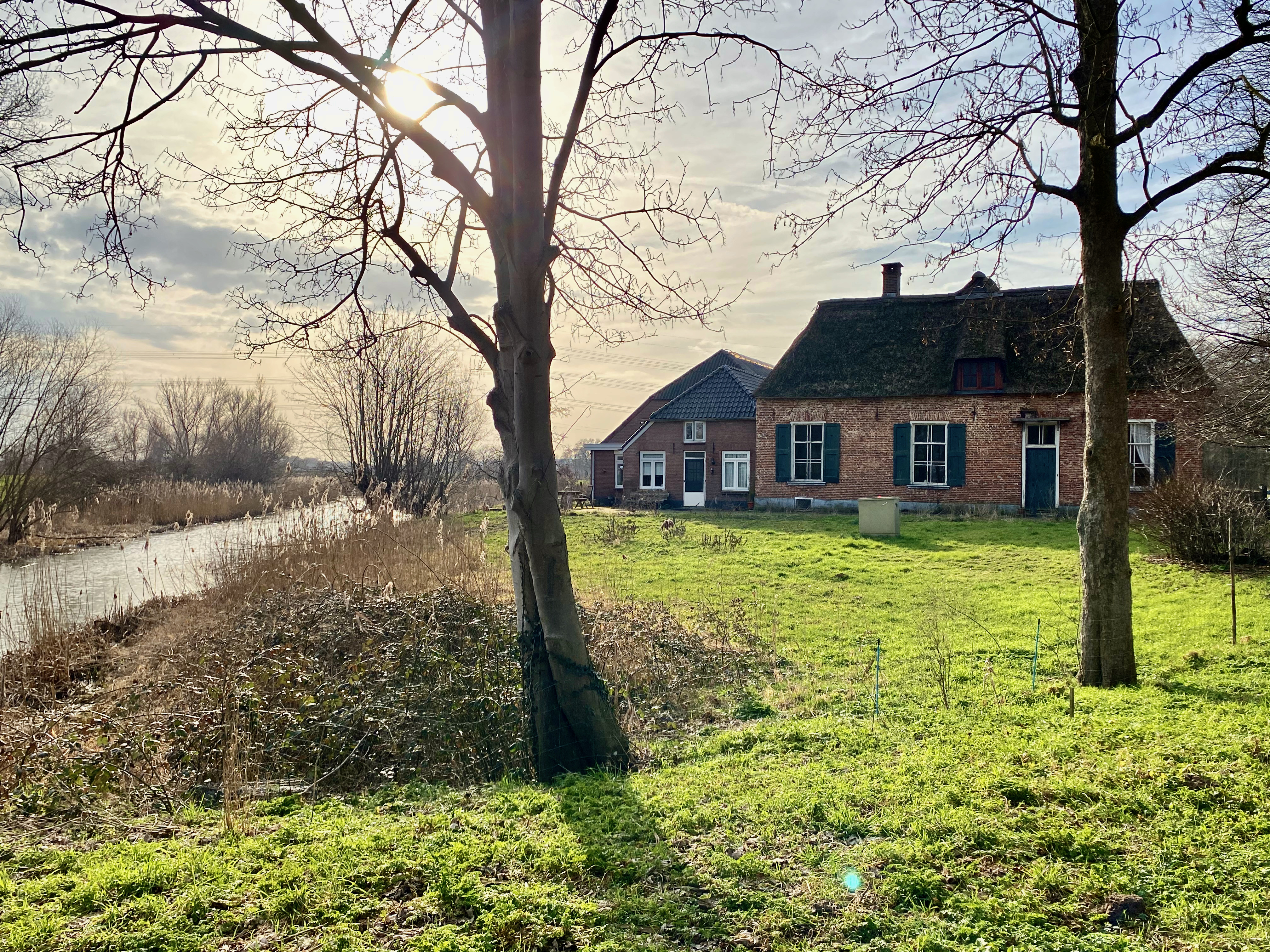
bij houten brug Warmseweg - Kruisallee